# 심음
심장음(heart sound) 또는 심음(心音)은 박동하는 심장과 그로 인한 혈류가 만들어내는 소리다. 한국어로 '심장 소리'라고 표현하듯, 영어권에서는 'heartbeat'라고 일상적으로 표현하곤 한다. 심장을 청진할 때, 의사는 청진기로 이 소리들을 듣게 되며, 심장의 상태에 대한 여러 중요한 정보를 제공하게 된다.
건강한 성인에서는 '럽 덥' (lub-dub)이란 의성어로 표현하곤 하는 두 개의 다르게 들리는 정상적인 심음이 들린다. 이는 각각 제1심음 (S1)과 제2심음 (S2)으로 표현하며, 각각 방실판막 (Atrioventricular valves)과 반달판막이 닫히면서 내는 소리다. 이외에 심잡음 (heart murmur), 부가음 (adventitious sounds), 말발굽리듬 (gallop rhythm)인 제3심음 (S3)과 제4심음 (S4)도 존재한다.
심잡음은 혈액의 와류에 의해 생기며, 심장 안 또는 밖에서 생길 수 있다. 심잡음은 생리적 (정상)이거나 병리적 (비정상)일 수 있다. 병리적 잡음은 심장 판막의 협착 (stenosis)에 의해 판막이 잘 안 열려 혈류를 방해할 때 일어나게 된다. 또, 판막 부전 (valvular insufficiency) 에 의해 제대로 닫히지 않은 판막을 통해 피가 역류 (regurgitation)하면서 일어날 수도 있다. 심잡음은 원인에 따라 심장 주기 (cardiac cycle)의 다른 시점에서 들리게 된다.

## 정상 심음
정상 심음은 심장 판막이 닫히는 것과 관계가 있으며, 혈류의 변화를 야기한다.

### 제1심음
제1심음 S1은 M1과 T1으로 이루어져있다. 보통 M1이 T1보다 약간 먼저 더 일어난다. 이는 방실판막인 승모판 (mitral valve)과 삼첨판 (tricuspid valve)이 닫히면서 역류하려던 피가 막혀 들리는 것으로, 수축기 (systole)의 초기에 들린다. 삼첨판과 승모판에 붙어있는 힘줄끈 (chordae tendinae)은 꼭지근 (papillary muscle)에 붙어있으며, 방실판막이 닫히는 걸 도와준다. 안쪽 판막이 닫히면서 피는 심실에서 심방으로 역류하지 못하게 된다. S1은 이렇게 갑작스런 혈류의 차단에 의한 진동으로 일어나는 것이다. 만약 T1과 M1 간의 간격이 정상보다 더 길다면, 심장 오른쪽 부분의 전도 이상을 의심해볼 수 있다.

### 제2심음
제2심음 S2는 A2와 P2로 이루어져있다. A2가 P2보다 앞서며, 이는 숨을 들이마쉴 때 더 분명하여 갈라진 S2를 들을 수 있게 해준다. 이 소리는 심실 이완기의 초기에 대동맥판 (aortic valve)과 폐동맥판 (pulmonary valve)이 닫히면서 나는 소리다. 좌심실이 비워지면서 내압은 대동맥 (aorta)의 압력보다 낮아지고, 그 결과 혈류는 대동맥에서 좌심실 방향으로 바뀌게 된다. 이 혈류를 막는 것이 대동맥판이며, 우심실에서는 폐동맥판이 담당한다. S2는 그러한 혈류의 반전이 갑자기 차단되면서 생기는 진동이다.
A2와 P2 간의 간격이 벌어지면 여러 다양한 심혈관계 질환을 생각해볼 수 있으며, 이는 '갈라진 S2'로 나타나게 된다.

## 기타 심음
말발굽리듬을 구성하는 기타 심음들은 정상 혹은 비정상적인 조건에서 나타나게 된다.

### 제3심음
드물게, 제3심음 S3이 청진될 수 있다. 제3심음은 심실성 갤럽 (ventricular gallop), 켄터키 갤럽 (kentucky gallop, 심장 소리가 켄-터-키 같이 들린다고 해서 붙여진 이름) 등으로 부르기도 하며, S2가 끝난 후의 이완기의 초반에 들린다. 제3심음은 판막에서 일어나는 게 아니므로 S1이나 S2보다 음조가 더 낮다. 제3심음은 어린 아이나 운동 선수에게서 정상으로 들리나, 이외의 경우에서 들린다면 울혈성 심부전 (congestive heart failure)으로 인한 좌심실 부전 등의 심장 질환을 의심해볼 수 있다.
제3심음은 심실사이막 (ventricular septum)이 심방에서 들어오는 혈액에 의해 앞뒤로 진동하면서 생기는 것으로 추측된다. 이완기 1/3~2/3 지점까지 제3심음이 들리지 않는 이유도 심실에 충분히 혈액이 차지 않아 사이막이 진동하지 않아서일 것이다. 또한, 심실이 빠르게 팽창하면서 힘줄끈 (chordae tendineae)이 팽팽해지는 것도 어느 정도 소리의 근원이 될 수 있다. 제3심음은 낮은 주파수의 음을 들을 때 적합한 청진기 벨로, 왼쪽으로 기대 누운 자세 (left lateral decubitus)에서 심첨부 (apex), 즉 다섯 번째 왼쪽 갈비사이공간 (intercostal space)의 빗장중간선 (midclavicular line)에서 가장 잘 들린다. 오른쪽 제3심음은 복장뼈 (sternum) 왼쪽 아래 경계에서 잘 들린다. 왼쪽과 오른쪽 제3심음을 구분하는 방법은 흡기 시에 잘 들리는가 호기 시에 잘 들리는가를 보는 것이다. 오른쪽 제3심음은 숨을 들이마쉴 때 커지는 반면, 왼쪽 제3심음은 숨을 내쉴 때 커진다.

### 제4심음
제4심음 S4는 드물게나마 건강한 아이나 훈련받은 운동 선수에게서 들리나, 건강한 성인에서 들릴 경우 심방성 말발굽 리듬 (심방성 주마음, atrial gallop)이라 한다. 이 소리는 비대해진 심실로 쏟아져들어오는 혈액에 의해 만들어진다. 이것은 병리학적인 상태로, 주로 좌심실 부전을 의미하나, 제한성 심근병증 (restrictive cardiomyopathy)에서도 들릴 수 있다. 제4심음은 심방 수축 직후, 이완기 말에, 제1심음 직전에 말발굽 리듬을 만들어낸다. 이 소리는 환자가 왼쪽으로 기울여 누워있는 자세에서 숨을 참고 있을 때, 심첨부에서 가장 잘 들린다. S3과 S4가 함께 있을 경우도 있으며, 심박수가 빨라지면 S3와 S4가 겹치기도 한다 (가끔 이를 S7이라고도 한다).

## 심잡음

정상과 비정상 심음에서의 청진음. 위에서부터 정상, 대동맥 협착, 승모판 역류, 대동맥판 역류, 승모판 협착, 동맥관개존증

심잡음은 비정상적인 혈류에 의해 생긴다. 일반적으로는 '쉭쉭'하는 소리로 표현하곤 한다. 심잡음에는 꼭 빠른 혈류가 선행되곤 한다. 하지만 대부분의 심장 문제는 심잡음을 내지 않는다. 주로 심장 판막 질환에서 심잡음을 들을 수 있다.
다음은 심장 기형이 없는 환자들에서 심잡음이 나는 이유를 정리한 것이다.
- 승모판 쪽에서 일어나는 혈액의 역류 (regurgitation, 승모판폐쇄부전)는 심잡음의 가장 흔한 원인으로, 때로는 귀로도 들을 수 있다. 심초음파 (echocardiography)를 쓰면 확연하게 알 수 있다. 승모판 역류의 20%는 심잡음을 만들지 않는다.
- 대동맥판 협착증 역시 흔한 심잡음의 원인이다. 이쪽은 나이 든 사람, 혹은 대동맥판이 판 세 개가 아니라 두 개로 구성된 사람에서 더 흔하다.
- 대동맥판 역류는 심하면 청진 가능한 심잡음을 만든다. 일반적으로 이것은 심잡음 원인 중 매우 드문 경우다.
- 승모판 협착증 역시 심하면 청진 가능한, 저주파의 심잡음을 만든다.
- 삼첨판 또는 폐동맥판의 역류나 협착증은 심잡음을 만들지 않는다.
- 심실중격결손 (ventricular septal defect)도 심잡음을 만든다.

| 잡음의 등급 |                                                                          |
| ----------- | ------------------------------------------------------------------------ |
| 등급        | 설명                                                                     |
| 1도         | 아주 희미함                                                              |
| 2도         | 부드러움                                                                 |
| 3도         | 명치부위 (precordium)에 다 들림                                          |
| 4도         | 크고, 촉진 가능함                                                        |
| 5도         | 매우 크고, 촉진 가능함. 청진기를 가슴 위 살짝 띄운 상태에서 들리기도 함. |
| 6도         | 매우 크고, 촉진 가능함. 청진기를 가슴에서 뗀 상태에서 들리기도 함.       |

### 들숨과 날숨의 영향
들숨으로 인한 압력의 변화는 정맥 환류 (venous return)의 증가를 일으켜, 우심장에 들어오는 혈액량을 증가시킨다. 그러므로, 오른쪽에서 들리는 심잡음은 들숨 시 더 크게 들린다. 우심장으로 들어오는 혈액이 많아지면 좌심장으로 들어오는 혈액은 줄어든다. 그 결과 좌심장에서 기원하는 심잡음은 작아진다. 날숨 시에는 반대 상황이 일어난다. 즉, 좌심장 기원 심잡음은 커지는 반면 우심장의 심잡음은 작아지는 것이다.
환자가 누워 다리를 45도 위로 들면 정맥 환류량이 많아지게 되며, 이는 들숨 시와 비슷한 상황을 만든다.

### 심잡음의 변화를 일으키는 조작
비정상적인 심음을 변화시키는 조작은 많이 존재한다. 이런 조작을 통해 서로 다른 심음을 더 잘 구분할 수 있으며, 그 결과 심장 상태에 대한 진단을 더 정확히 내릴 수 있다.

## 다른 비정상적인 심음
- 째깍음 (Click): 클릭 또는 째깍음이라고 하는 심음으로, 짧고 높은 소리이다.
- 마찰음 (Rub): 심낭염 (pericarditis)을 앓는 환자의 경우 심장막마찰음 (pericardial friction rub)이 들린다. 이것은 두 심낭막 (pericardium)[5] 이 서로 비벼지면서 나는 높은음으로, 수축기에 가장 크지만, 이완기의 시작과 끝에서도 들을 수 있다. 이 소리는 신체 자세에 따라 잘 변하며, 앞으로 숙인 자세에서 가장 잘 들린다.

## 표면 해부학적 구조
청진하는 의사를 위하여, 가슴 표면에 각 심음을 듣기에 최적인 영역이 어딘지 알려져있다. 이 위치는 판막의 위치라기보다는, 심음이 파동의 형태로 퍼져나가는 위치이다.
| 폐동맥판 (폐동맥과 연결) | 두 번째 갈비사이공간   | 복장뼈 왼쪽위경계   |
| 대동맥판 (대동맥과 연결) | 두 번째 갈비사이공간   | 복장뼈 오른쪽위경계 |
| 승모판 (좌심실과 연결)   | 다섯 번째 갈비사이공간 | 왼쪽빗장중간선 내측 |
| 삼첨판 (우심실과 연결)   | 네 번째 갈비사이공간   | 복장뼈 왼쪽아래경계 |

## 심음 녹음
전자 청진기를 사용하면 MP3나 노트북으로 심음을 녹음하는 것이 가능하다. 녹음된 심음은 언제든지 다시 들을 수 있으며, 이는 더 세세한 심잡음 분석을 가능케 한다.

## 같이 보기
- 맥박
- 이학적 검사
- 심잡음